# Andrena chlorosoma
Andrena chlorosoma là một loài Hymenoptera trong họ Andrenidae. Loài này được Linsley & MacSwain mô tả khoa học năm 1961.